# FS E.491 - FS E.492
Les locomotives FS E. 491 et E. 492 forment une série de locomotives électriques de ligne des Ferrovie dello Stato Italiane - FS. Elles ont été commandées en lien avec le projet d'électrification su réseau ferré de la Sardaigne sous 25 kV alternatif alors que le régime normal italien est 3 kV courant continu.

## Historique
Au début des années 1970, l'Italie entame une grande modernisation de son réseau ferré, après l'abandon de la solution des lignes à courant triphasé de fonctionnement complexe, au profit du courant continu 3 kV. Or, quelques pays ont opté pour le monophasé alternatif 25 kV 50 Hz, plus économique, plus simple et moins coûteux à installer. L'Italie décide de tester ce type d'alimentation en équipant son réseau en Sardaigne, réseau insulaire coupé du reste du réseau national qui permet de tester ce nouveau type de courant. L'expérience intéresse beaucoup l'industrie ferroviaire italienne, ce qui lui permettrait de proposer ensuite, sur les marchés d'exportation, des motrices 25 kV 50 Hz.
Techniquement, la locomotive est conçue pour une bonne adaptation aux tracés tortueux des lignes sardes. Le design de la caisse est signé Giorgetto Giugiaro. La commande est signée en 1983, pour un premier exemplaire prototype mis en service en 1986. Deux séries très proches sont commandées, le modèle E.491 dont la vitesse est obligatoirement bridée à 140 km/h avec une puissance très élevée de traction pour le fret, et la version E.492 apte à voyager à 160 km/h pour le service voyageurs.
Les premiers essais sont menés le 18 novembre 1987 sur un tronçon test de 20 km de voie électrifiée en 25 kV entre Aurelia et Civitavecchia, au nord de Rome mais, en 1989, un changement de politique nationale stoppe les travaux de transformation du réseau sarde, laissant les 25 locomotives déjà livrées, sans utilisation. En 1990, quatre machines E.491 effectuent des essais en France et en Bulgarie. Les 4 locomotives ont été utilisées par la SNCF pendant plus de 2 ans. En 1995, la locomotive E.491.010, une rame ETR.460 et ETR.500 sont exposées à l'Eurailspeed de Lille. Cinq compagnies ferroviaires nationales, qui utilisent le 25 kV, se sont intéressées à ces locomotives : BDŽ (Bulgarie), SNCF (France), MAV (Hongrie), TCDD (Turquie) et ŽS (Serbie). En Bulgarie, durant les 3 mois d'essais, tractant le train rapide N° 902 composé de 7 voitures voyageurs et d'une motrice V43 (soit un convoi de 306 tonnes) et le train N° 903 au retour avec 11 voitures (soit un convoi de 650 tonnes), sur les 236 km de la ligne à grande vitesse entre Budapest et Szombathely, l'E.492.004 a atteint la vitesse de 198 km/h, vitesse jamais atteinte auparavant en Bulgarie. 
20 des 25 locomotives E.491-492 ont été réservées pour la Serbie qui, après la désintégration de l'ex Yougoslavie en 1991, devait obtenir les financements de l'EAR (Agence Européenne de Reconstruction), à la suite de la validation du projet établi par le cabinet d'ingénierie ferroviaire italien Italferr de créer un réseau sous 25 kV « carrefour des Balkans », traversé par les axes Allemagne/Autriche et Grèce/Turquie (Corridor N° 10), le Danube (couloir N° 7) et la ligne Belgrade-Bar. Le projet ne se concrétisera que le 18 janvier 2022 avec un premier contrat d'ingénierie. Les décisions tardant, les FS ont décidé que les 24 unités E.491/492 seraient destinées à la démolition, terminée en 2016. Seule la locomotive E.491.011 a été restaurée et sauvegardée au Parco Storico Museale de la Fondation FS.

## La technique
Les locomotives FS E.491/E.492 étaient le fruit de l'expérience des constructeurs italiens avec les productions destinées à l'exportation notamment avec la série de locomotives FS E.632/E.633 qui étaient en phase d'étude peu avant.
La caisse est très semblable à la série « E.632 Tigre ». Elle est plus courte et ne comporte que deux bogies au lieu de trois pour mieux s'adapter aux courbes serrées du réseau sarde. 
Cette disposition a pour conséquence d'augmenter la charge à l'essieu qui atteint 21 tonnes, contre les 18 tonnes sur les E.632 Tigre. Cette valeur élevée, pour un matériel roulant italien usuel, n'a pas été considérée comme un handicap. 
Les locomotives FS E.491/492 maintiennent la tradition italienne des motrices modulables avec l'utilisation de nombreux composants communs avec d'autres modèles, les FS E.632/633 notamment. Le choix des couleurs a été critiqué car il faisait usage d'une palette extrêmement rare, composée du blanc, jaune et rouge, des teintes totalement différentes des livrées normales des FS. L'esthétique a été signée du célèbre designer italien Giorgetto Giugiaro. 
Les deux bogies Fiat Ferroviaria sur lesquels repose la caisse sont construits spécialement en "boucle fermée", comprenant deux poutres courbes soudées sur la partie centrale de la voiture. La suspension primaire est constituée de ressorts. Afin de limiter les mouvements, quatre amortisseurs viennent compléter le tout. Chaque bogie est équipé de deux moteurs, gérés en parallèle avec une régulation automatiquement de la vitesse. Le mouvement est transmis aux roues par l'intermédiaire d'un "réducteur" à deux vitesses dont le rapport détermine la vitesse maximale. 
La puissance totale est de 4366 kVA. Les quatre moteurs Ansaldo type MTC783 / 43 développent chacun une puissance de 870 kW. Ces mêmes moteurs sont également utilisés sur la locomotive FS E.454. 
Le pupitre de commande des locomotives est construit selon le modèle «unifié» italien déjà opérationnel sur les FS E.633/632. La sécurité est assurée par le système classique italien des FS, un répéteur de signal dans la cabine à 4 codes. 
Les locomotives sont équipées d'une télécommande à 78 broches et pré-configurées pour le système ZMS à 13 broches pour une utilisation en double traction. Pour améliorer les standards de fiabilité, tous les systèmes de sécurité et de commande sont redondants.